# 圣雅纳略毫发无损出火炉

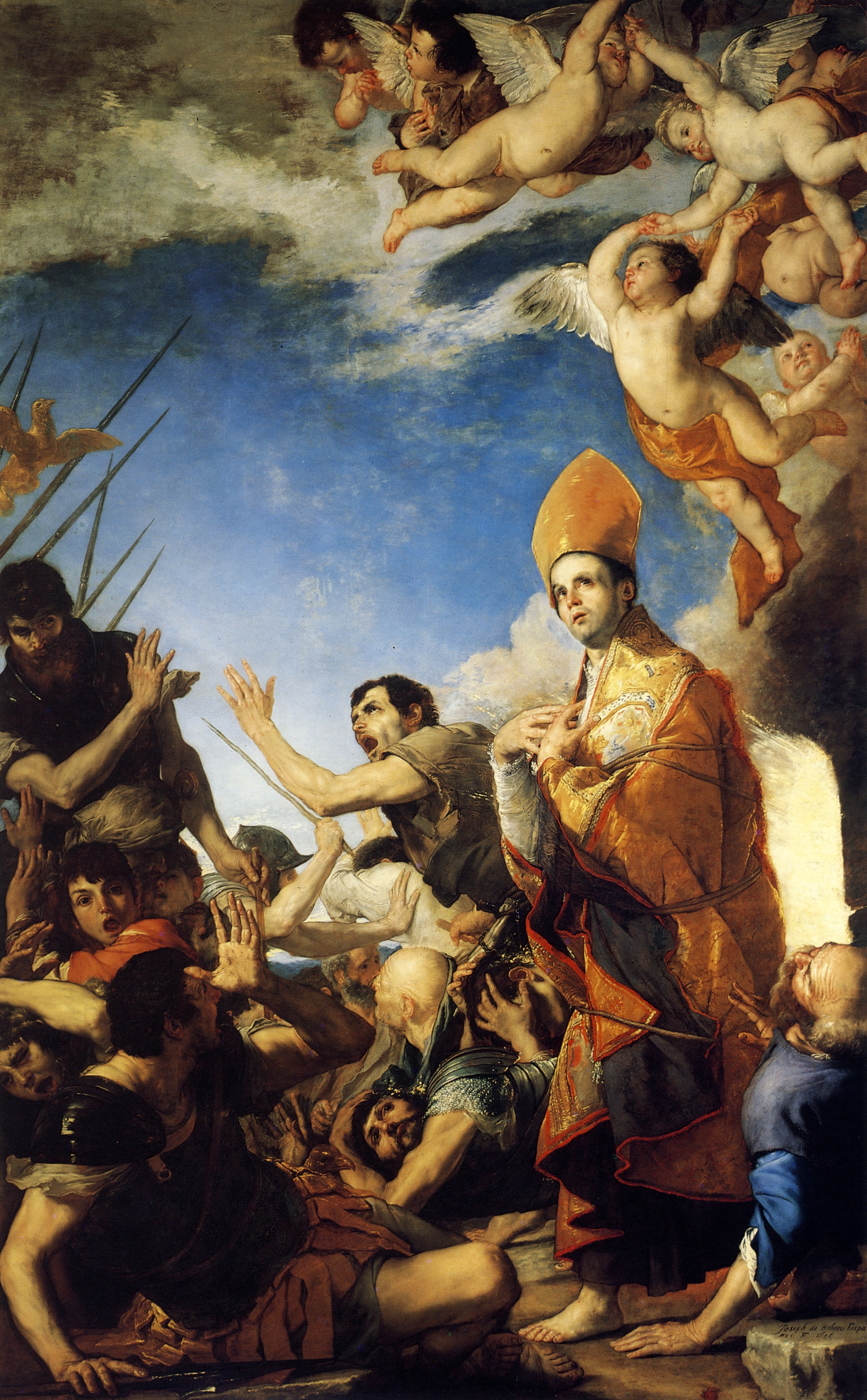

《圣雅纳略毫发无损出火炉》（意大利语：San Gennaro esce illeso dalla fornace；英语：Saint Januarius Emerges Unscathed from the Furnace）是西班牙画家胡塞佩·德·里贝拉创作的一幅铜板油画，创作于1643-1646年，安放在意大利那不勒斯主教座堂的圣雅纳略皇家小堂。画作描绘的是关于那不勒斯的主保圣人圣雅纳略主教的事迹。